# Strobilocythere skini
Strobilocythere skini is een mosselkreeftjessoort uit de familie van de Trachyleberididae. De wetenschappelijke naam van de soort is voor het eerst geldig gepubliceerd in 1990 door Jellinek.